# Dvotaktni motor
Dvotaktni motor je tip motorja z notranjim zgorevanjem.

## Opis delovanja in značilnosti
Dvotaktni motor doseže celotni cikel v samo eni rotaciji ročične gredi z dvema taktoma, za razliko od štiritaktnih motorjev, kjer sta potrebni dve rotaciji in štirje takti. Takt obsega enosmerni premik bata iz ene mrtve točke v drugo (gor-dol), pri čemer ročična gred opravi polovico obrata. 
Tako pri štirikaktnih kot dvotaktnih se v ciklu izvedejo štirje procesi: sesanje, stiskanje, delo in izpuh.
Dvotaktni motorji imajo za razliko od štiritaktnih večje razmerje moč/teža, manj sestavnih delov, manjšo težo in so bolj kompaktni.

## Različice
Dvotaktni bencinski ottovi motorji se uporabljajo ponavadi na manjših napravah, kot npr. kosilnice in motorne verižne žage, kjer imajo moč okrog 1 KM in težo nekaj kilogramov. Po navadi se vrtijo pri visokih obratih in imajo nizek izkoristek, del goriva se izgubi v izpuhu. Za delovanje potrebujejo olje, ki je zmešano z gorivom v razmerju  16:1 do 100:1. Motorji te vrste močno onesnažujejo zrak.
Dvotaktni dizelski motorji pa se uporabljajo za pogon tovornih ladij, kjer imajo težo do 2300 ton in moč do 108.000 KM. Vrtijo se pri majhnih obratih, okrog 100 na minuto, nekateri lahko delujejo tudi pri samo 25 obratih. Imajo zelo dolg hod valja, ki je okrog 4x premer valja (v primeru ladij). Pri avtomobliskih štiritaktnih (bencinskih in dizelskih) je hod približno enak premeru valja – »kvadratno pravilo« – s tem se zmanjšajo vibracije.
Ladijski dvotaktni motorji imajo največji termodinamični izkoristek v enem termodinamičnem ciklu, v nekaterih primerih preseže 50 %. Veliki dvotaktni dizelski motorji potrebujejo za delovanje turbopolnilnik ali pa drug »dihalni« sistem, ker je cirkulacija nezadostna, pri bencinskih dvotaktnih ta sistem ni potreben. Ker so cilindri na ladijskih dvotaktnih motorjih zelo veliki (50–100 cm), lahko delujejo tudi na gorivo slabe kakovosti, t. i. »bunker« gorivo je poceni, vendar ga je treba pred vžigom segreti, da postane tekoč. Velikokrat ima visoko vsebnost žvepla, ki tudi zelo onesnažuje okolje.